# 東伏見駅 (岐阜県)
東伏見駅（ひがしふしみえき）は、かつて岐阜県可児郡御嵩町伏見にあった名古屋鉄道八百津線の駅。

## 歴史
- 1930年（昭和5年）4月30日：東美鉄道伏見口 - 兼山間開業に際し開設。
- 1943年（昭和18年）3月1日：合併により名古屋鉄道東美線の駅となる。
- 1944年（昭和19年）：営業休止。
- 1948年（昭和23年）5月16日：線名改称により八百津線の駅となる。
- 1969年（昭和44年）4月5日：廃止。

## 利用状況
『岐阜県統計書』によると、年間乗車人員、降車人員は以下の通りである。
| 年度     | 乗車人員（人） | 降車人員（人） | 出典  |
| -------- | -------------- | -------------- | ----- |
| 1930年度 | 5,442          | 5,179          | [ 3 ] |
| 1931年度 |                |                |       |
| 1932年度 |                |                |       |
| 1933年度 |                |                |       |
| 1934年度 | 3,668          | 3,264          | [ 4 ] |
| 1935年度 | 5,659          | 4,300          | [ 1 ] |

## 隣の駅
名古屋鉄道
八百津線
伏見口駅 - 東伏見駅 - 兼山口駅